# Lispe eidsvoldica
Lispe eidsvoldica är en tvåvingeart som beskrevs av Malloch 1925. Lispe eidsvoldica ingår i släktet Lispe och familjen husflugor. Inga underarter finns listade i Catalogue of Life.